# Triodia inaequiloba
Triodia inaequiloba är en gräsart som beskrevs av Nancy Tyson Burbidge. Triodia inaequiloba ingår i släktet Triodia och familjen gräs. Inga underarter finns listade i Catalogue of Life.